# Fontanna Barmalej
Fontanna Barmalej (ros. Фонтан Бармалей, oficjalnie Dziecięcy korowód, ros. Детский хоровод) – fontanna mieszcząca się w centrum Wołgogradu (dawnego Stalingradu).

## Historia
Była jedną z kilku podobnych fontann zbudowanych w latach 30. XX wieku w dużych miastach ZSRR (niemal identyczna znajdowała się m.in. w Woroneżu). Została ustawiona na placu przed dworcem kolejowym, naprzeciwko Muzeum Obrony Czerwonego Carycyna. Przedstawiała sześcioosobową grupkę rozbawionych dzieci tańczących wokół krokodyla. Przez mieszkańców zwana była Fontanną Barmalej (Фонтан Бармалей), od tytułu popularnej baśni Kornieja Czukowskiego.

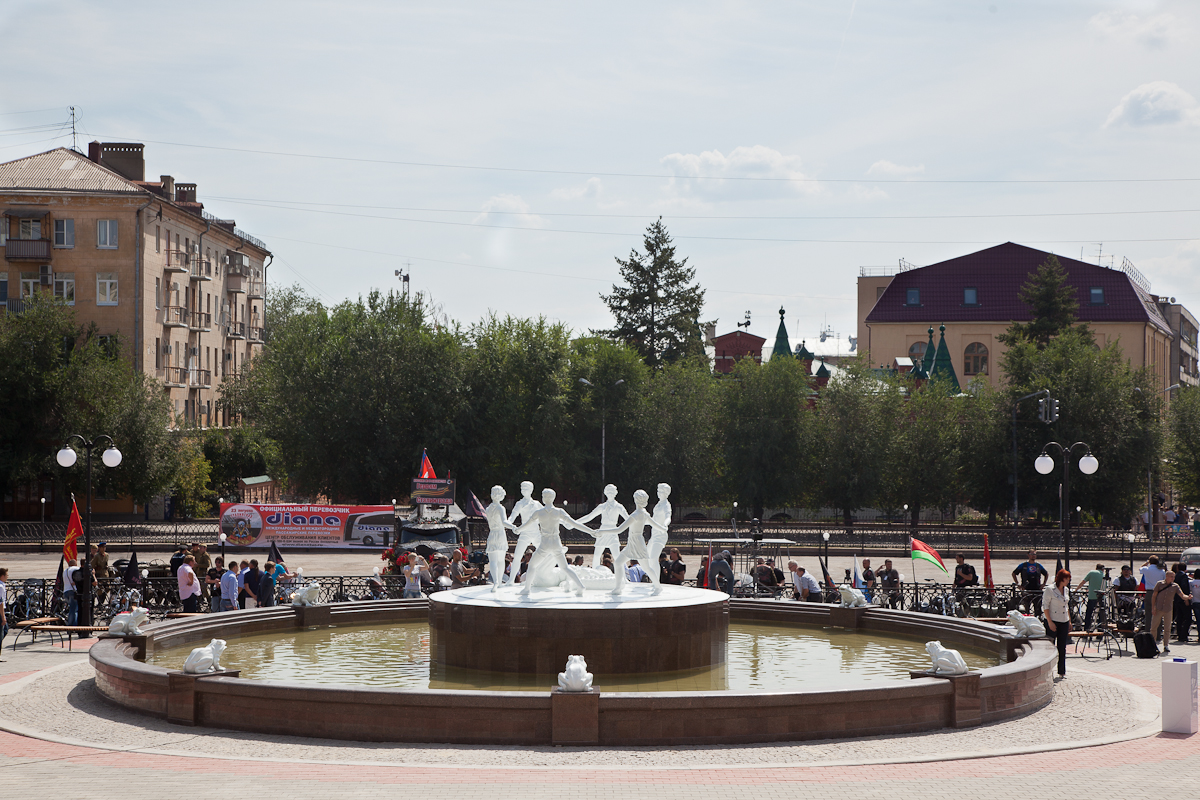
Replika Dziecięcego korowodu

Fontanna została rozsławiona dzięki zdjęciom korespondenta wojennego Emmanuiła Jewzierichina, wykonanym w sierpniu 1942, po wielkim niemieckim nalocie na miasto. Można na nich zauważyć kontrast dziecięcej beztroski z otaczającą wojenną rzeczywistością. Uszkodzona budowla stała się potem jednym z symboli bitwy stalingradzkiej.
Po wojnie została odrestaurowana, zdemontowano ją jednak w 1951 roku. Powracające głosy o potrzebie odtworzenia symbolu historii miasta, doprowadziły do jej zrekonstruowania i ponownego uruchomienia 23 sierpnia 2013 roku, dokładnie w 71. rocznicę wykonania słynnych fotografii. Replika stoi w nieco innym miejscu, a dzieci są o 20 cm wyższe i wykonane z żywicy, a nie z betonu jak w oryginale.
Inna replika fontanny, dokładniej oddająca wygląd pierwowzoru, została w 2013 roku ustawiona przed zachowanymi ruinami Młynu Gerharda, w pobliżu Muzeum Panorama Bitwy Stalingradzkiej i Domu Pawłowa.
Rekonstrukcję fontanny można zobaczyć m.in. w filmach Wróg u bram, V jak vendetta oraz Stalingrad.